# 偕成社
株式会社偕成社（かいせいしゃ）は、日本の出版社。主に児童図書を出版している。出版点数は年間約150点で、児童図書出版社としては大手に入る。
出版する書籍の分野は多岐に亘っており、絵本、創作児童文学、翻訳児童文学、科学書等の学習用図書などである。かつて漫画雑誌（コミック・モエ、コミックFantasy）を刊行していたため、漫画も出版している。
ポプラ社は、数名の元偕成社社員が退社して創業した出版社である。両社には特に紛争はなく、両社を含めた児童図書専門出版社十社が集合して児童図書十社の会（児童図書十社の会）を結成し、共同で営業活動を行っている。
出版社番号は03。岩波書店、旺文社、朝日新聞社に次いで小さい番号。

## 沿革
1936年（昭和11年）11月3日、埼玉県大里郡秦村（現・埼玉県熊谷市）出身で元・銀行員の今村源三郎によって、東京市日本橋区で創業。翌月、最初の出版物である『人は何故に失敗するか』（W.ホワイト）を刊行した。今村は当初から児童図書出版社を目指していたが、当初は一般書も多く出版し、その利益で児童図書を刊行していたため、児童図書の点数は比較的少ない。源三郎の義父（妻の父）はライオン2代目社長の2代小林富次郎（旧名・徳次郎）で、ライオン歯磨元・会長の3代小林富次郎やライオン油脂元・社長の小林寅次郎とは義理の兄弟の間柄であった。
1945年（昭和20年）3月10日、東京大空襲で社屋が全焼したため、これ以前の刊行物や、戦前の社員については不明な点が多い。1945年（昭和20年）11月に活動を再開。戦後はほぼ児童図書専門出版社となった。1950年（昭和25年）、月刊『少女サロン』を刊行。柴田錬三郎、山岡荘八などの著名作家の連載を開始させ一時は15万5千部を記録したが、1955年（昭和30年）に廃刊した。この時代、漫画雑誌が台頭してきたため、早めに見切りをつけた形になった。
1965年（昭和40年）、本格的な絵本シリーズの刊行を開始。1967年（昭和42年）には創業30周年を記念して建設していた新社屋（のちの偕成ビル）が竣工。1975年（昭和50年）、偕成社文庫を創刊。
1976年（昭和51年）、絵本シリーズ『ノンタン』の第1作『ノンタン ぶらんこのせて』を刊行。以後、『ノンタン おやすみなさい』『あかんべノンタン』の順に刊行され、40年以上経った現在も根強い人気を持つロングセラーとなる。
1979年（昭和54年）には、月刊『絵本とおはなし』を創刊。この雑誌は1983年（昭和58年）に月刊『MOE』と改称し、その後、偕成社の完全子会社であるMOE出版が版元となり、その後再び偕成社発行に戻ったが、1990年代、版元は白泉社（一ツ橋グループ）に移った。偕成社、MOE出版時代は、月刊絵本とおはなし新人賞、月刊MOE童話大賞、MOEコミック大賞という賞が存在した。

## メディア展開
- ノンタンシリーズ - アニメ化（テレビアニメ第1期はフジテレビとStudioぴえろ・第2期がキッズステーションとポリゴン・ピクチュアズ）
- ふしぎ駄菓子屋 銭天堂 - アニメ化（劇場版は東映アニメーションとカナバングラフィックスとの共同製作・テレビアニメはNHK Eテレと東映アニメーション&カナバングラフィックス）
- 守り人シリーズ - アニメ化・ラジオドラマ化・実写化（テレビアニメはNHK-BS2とProduction I.G・ラジオドラマはNHK-FM・テレビドラマはNHK総合テレビ）

## 補足
- 現・社長今村正樹の義父で先代社長だった今村廣は男子がいなかった義父・今村源三郎の後を継いで社長となったため、源三郎から廣へ、廣から正樹へと婿養子で社長がリレーされている。
- 源三郎の義理の兄弟の係累は竹中工務店やスタンレー電気や塩野義製薬などの創業者一族へとつながっており、竹中家からは黒田善太郎・竹下登・金丸信・小沢一郎・椿原慶子へ、夫人の実家である小林家からは鈴木三郎助・安西正夫・昭和天皇・久邇邦昭・正田英三郎へと係累がつながっている（さらに昭和天皇の係累からは野間惟道や正力亨や十五代片岡仁左衛門や松村未央などが登場する）。